# Mindelheim

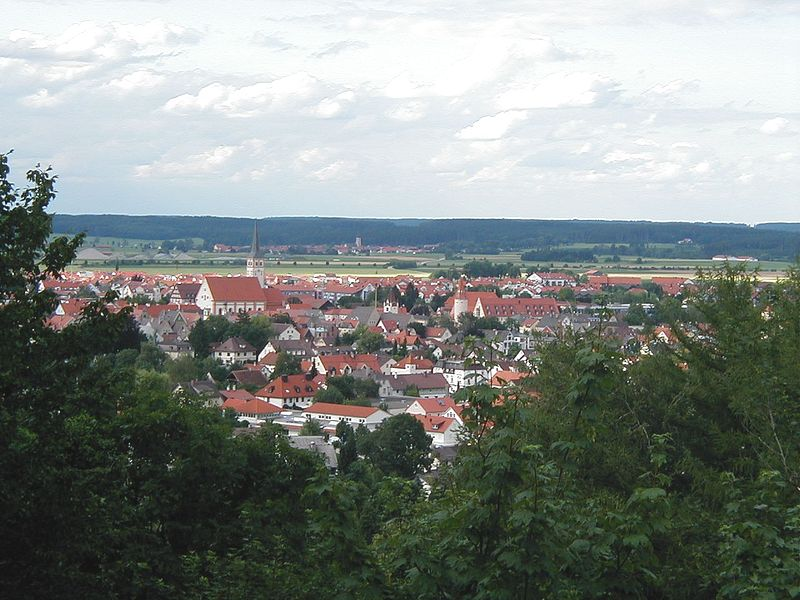
Blick von der Mindelburg auf die Altstadt mit St. Stephan

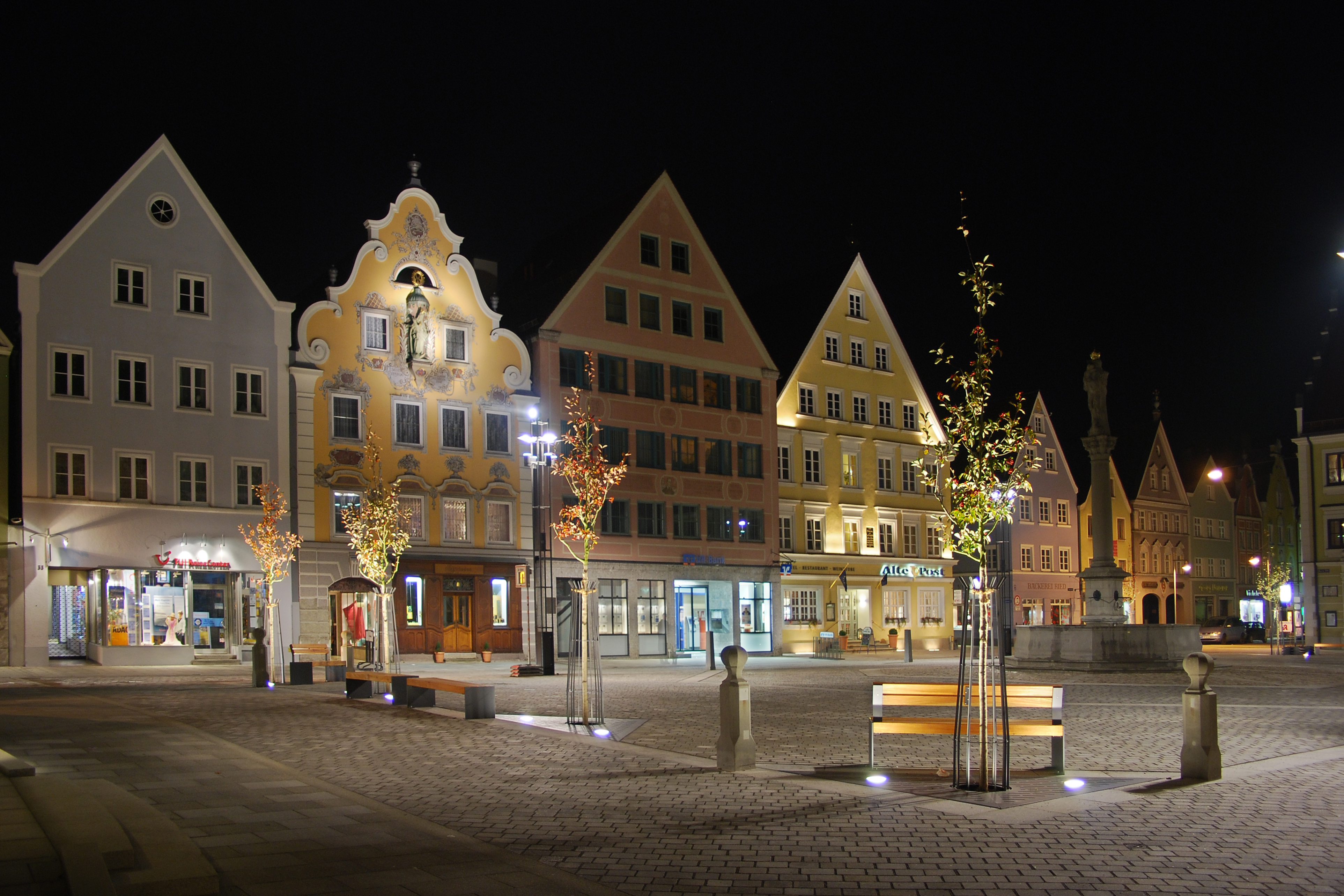
Der „neue“ …

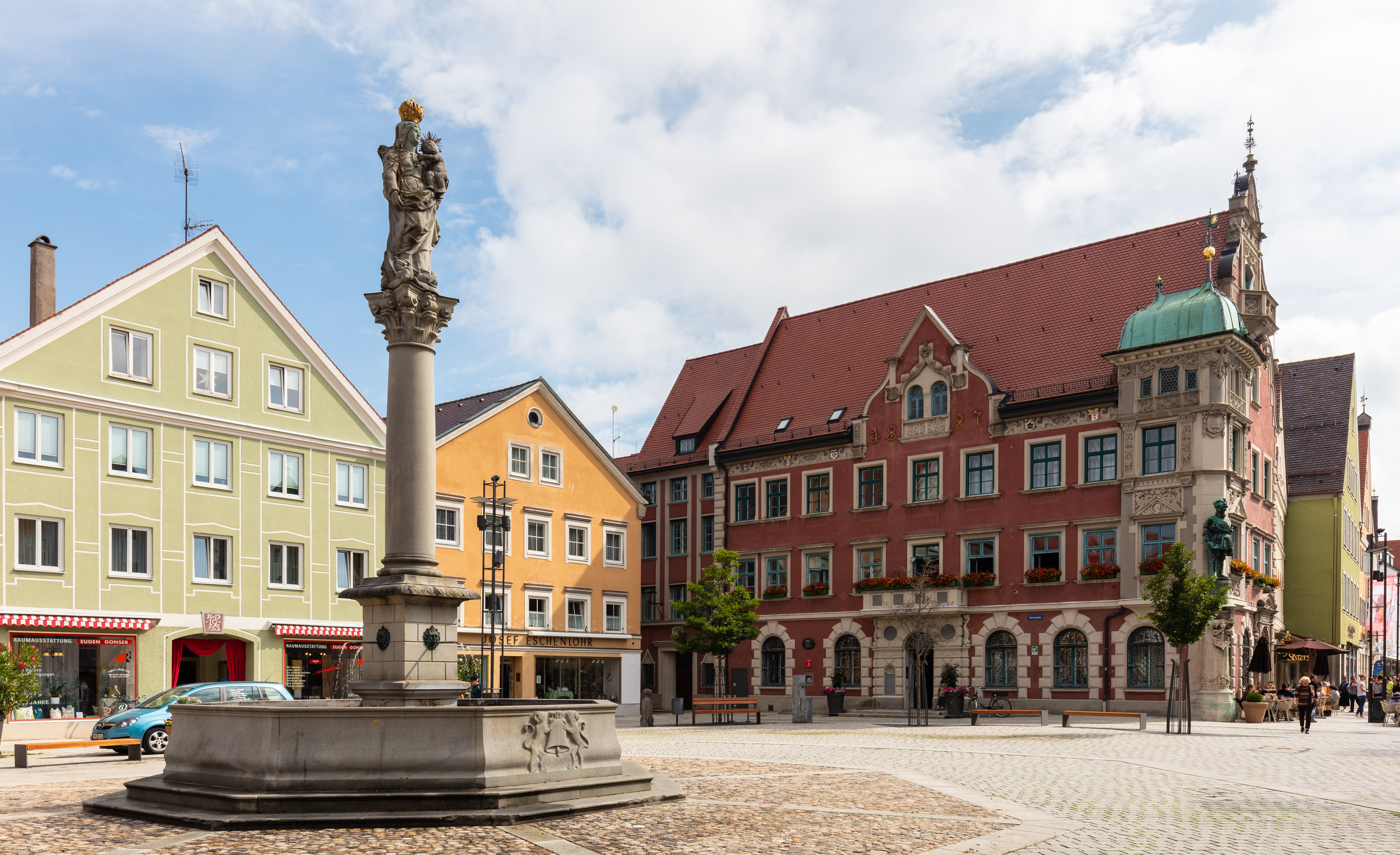
… und der „alte“ Marienplatz in Mindelheim

Mindelheim ist ein Mittelzentrum und die Kreisstadt des Landkreises Unterallgäu in Schwaben. Die Besitzverhältnisse der Stadt wechselten in der Geschichte mehrfach. Unter anderem gehörte sie dem Vater der Landsknechte Georg von Frundsberg sowie den Fuggern. Seit 1606 war sie eine bayerische Exklave im schwäbischen Territorium, ehe auch ihr Umland, bestehend aus Reichsstädten, Reichsklöstern und Grafschaften, ab 1803 durch die Mediatisierung nach dem Reichsdeputationshauptschluss in das Kurfürstentum Bayern eingegliedert wurde. Sie war Sitz des ehemaligen Landkreises Mindelheim und ist seit 1972 Sitz des im Rahmen der Gebietsreform in Bayern neu geschaffenen Landkreises Unterallgäu.

## Geographie

### Lage
Mindelheim liegt in Mittelschwaben am namensgebenden Fluss Mindel am sogenannten Riedelrücken im bayerischen Alpenvorland rund 25 Kilometer östlich von Memmingen und etwa 90 Kilometer westlich von München.

### Gemeindegliederung
Es gibt 19 Gemeindeteile (in Klammern ist der Siedlungstyp angegeben):
- Bergerhausen (Weiler)
- Doldenhausen (Weiler)
- Gernstall (Dorf)
- Heimenegg (Dorf)
- Jägersruh (Einöde)
- Katzenhirn (Weiler)
- Lohhof (Kloster)
- Mindelau (Pfarrdorf)
- Mindelheim (Hauptort)
- Nassenbeuren (Pfarrdorf)
- Oberauerbach (Pfarrdorf)
- Sankt Anna (Weiler)
- Sankt Georg (Weiler)
- Unggenried (Dorf)
- Unterauerbach (Kirchdorf)
- Untere Ziegelhütte
- Weihermühle (Einöde)
- Westernach (Pfarrdorf)
- Wiesmühle (Einöde)

Das Gemeindegebiet besteht aus den Gemarkungen Mindelheim, Gernstall, Heimenegg, Mindelau, Nassenbeuren, Oberauerbach, Unterauerbach und Westernach.
Abgegangen sind die Siedlungen Ellisried, Heselwang und Laimgruben.

## Geschichte
Bereits in vorchristlicher Zeit war die Mindelheimer Flur besiedelt, wie zahlreiche Grabfunde belegen.

### Mittelalter
Im 6./7. Jahrhundert ließen sich alemannische Ackerbauern an der Mindel nieder. 858 wurde die erste Kirche gegründet. Mindelheim wurde 1046 erstmals urkundlich erwähnt und um 1250 zur Stadt erhoben.
Um 1370 gelangte Herzog Friedrich von Teck auf fragwürdige Weise in den Besitz der Herrschaft Mindelheim. Dennoch konnte er sie für sich und seine Familie behaupten. Beim Ableben seines Sohnes Ulrich von Teck übernahm eine Erbengemeinschaft, bestehend aus Ludwig von Teck, Patriarch von Aquileja, seiner Schwester Irmengard von Rechberg und einer weiteren, mit einem Grafen von Wertheim verheirateten Schwester die Herrschaft. Da nach dem Ableben des Patriarchen die Erbansprüche auf die Kinder der beiden Schwestern übergehen sollten, lösten die Rechberg-Kinder bereits 1433 die Ansprüche der Wertheimer ab. Nach dem Ableben des Patriarchen im Jahr 1439 fiel die Herrschaft verabredungsgemäß an die Kinder von Irmengard – Bero I., Albrecht und Barbara von Rechberg. Der älteste Sohn Bero I. löste die Anteile seiner Geschwister ab und wurde 1447 alleiniger Inhaber der Herrschaft. Nach seinem Tod 1462 teilten sich seine beiden Söhne Bero II. und Jörg II. im Jahr 1464 das väterliche Erbe. Zwei Jahre später wiederholte sich die Geschichte: Jörg veräußerte seinen Anteil seinem Bruder, so dass Bero II. 1466 wiederum alleiniger Inhaber war. Als solcher verkaufte er nach einem Rechtsstreit mit Kaiser Friedrich III. die Herrschaft im Juli 1467 seiner Schwester Barbara, seinem Schwager Ulrich von Frundsberg und dessen Bruder Hans.

### Frühe Neuzeit
Barbaras und Ulrichs Nachkommen regierten bis 1586 die Herrschaft Mindelheim, darunter ihr Sohn Georg von Frundsberg, der Vater der Landsknechte. Im Jahre 1591 erwarb Hans Fugger von Kirchheim die Herrschaft, die 1598 auf seinen Sohn Christoph Fugger überging. Doch 1616 besetzte Kurfürst Maximilian von Bayern Mindelheim militärisch und erzwang die Übergabe. Die Fugger wurden abgefunden.
Seit 1616 und wieder seit 1714 gehörte die Herrschaft, unterbrochen durch die Zeit des kaiserlich-königlichen Interregnums 1778 bis 1780, zum Rentamt München des Kurfürstentums Bayern. Von 1705 bis 1714 besaß der englische Feldherr John Churchill, 1. Duke of Marlborough, das neu geschaffene Reichsfürstentum Mindelheim. Marlborough hatte es von Kaiser Joseph I. für seine Dienste im Spanischen Erbfolgekrieg erhalten.

### 19. und 20. Jahrhundert

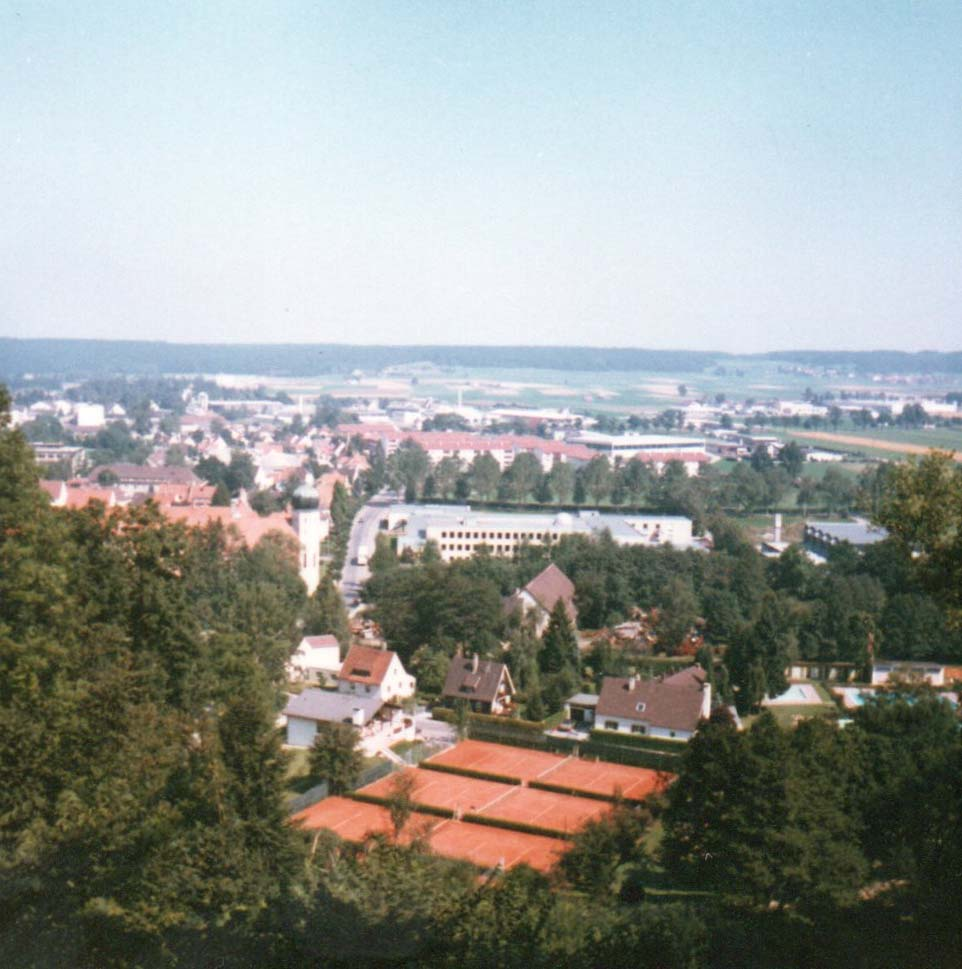
Mindelheim-Süd von Westen im August 1979

1802/1803 verlor Mindelheim im Zuge von Verwaltungsreformen die mit dem Stadtrecht verbundenen weitgehenden Eigenrechte. 1804 wurde in Mindelheim ein bayerisches Landgericht älterer Ordnung eingerichtet. Im Zuge weiterer Verwaltungsreformen in Bayern wurde mit dem Gemeindeedikt von 1818 die heutige Stadtgemeinde gebildet. Das Rathaus wurde 1897 zusammen mit dem Bronzestandbild von Georg von Frundsberg historistisch erneuert.
1933 ließ Reichsbauernführer Walther Darré in der Mindelburg die Süddeutsche Bauernführerschule einrichten, die er beim 1. Schwäbischen Bauerntag am 11. November 1933 mit einem großen Fest der Stadt eröffnete. Nach dem Zweiten Weltkrieg wuchsen langsam neue Straßenzüge und Stadtteile über die alten Stadtmauern hinaus. Im Rahmen der Gebietsreform in Bayern wurde am 1. Juli 1972 aus den Landkreisen Mindelheim und Memmingen (mit Ausnahme von zwei Gemeinden, die in die kreisfreie Stadt Memmingen eingegliedert wurden) sowie dem Raum Babenhausen des Landkreises Illertissen der neue Landkreis Unterallgäu mit Sitz in Mindelheim gebildet. Das Amtsgericht Mindelheim wurde dagegen aufgelöst.

### Eingemeindungen
Folgende Gemeinden wurden eingegliedert:
- Heimenegg (1. Januar 1965)[6]
- Gernstall (1. Oktober 1971)[6]
- Unterauerbach und Westernach (1. Januar 1976)[7]
- Mindelau (1. Juli 1976)[7]
- Oberauerbach (1. Januar 1978)[7]
- Nassenbeuren (1. Mai 1978)[7]

### Einwohnerentwicklung
Mindelheim wuchs von 1988 bis 2008 um 2.135 Einwohner, dies entspricht etwa 18 %. Zwischen 1988 und 2018 stieg die Einwohnerzahl um 3.002 bzw. um 25 %.
Die Einwohnerzahlen ab 1840 beziehen sich auf die heutige Gemeindefläche (Stand: 1978).
| Jahr | Einwohner |
| ---- | --------- |
| 1840 | 4.323     |
| 1900 | 5.931     |
| 1939 | 7.466     |
| 1950 | 10.554    |
| 1961 | 10.533    |
| 1970 | 11.672    |
| 1987 | 11.849    |
| 1988 | 12.000    |

| Jahr | Einwohner |
| ---- | --------- |
| 1991 | 12.693    |
| 1995 | 13.891    |
| 2000 | 14.100    |
| 2005 | 14.162    |
| 2010 | 14.111    |
| 2015 | 14.569    |
| 2017 | 14.893    |
| 2019 | 15.108    |

| Jahr | Einwohner |
| ---- | --------- |
| 2020 | 15.247    |
| 2022 | 15.654    |

## Religion
| Römisch-katholisch | 9874 | 67,0 % |
| Evangelisch        | 1764 | 12,0 % |
| Sonstige           | 3104 | 21,0 % |

## Politik

### Stadtrat
Der Stadtrat mit 24 Sitzen ist nach dem Ergebnis der Kommunalwahl am 15. März 2020 wie folgt besetzt (mit Vergleich zur Wahl 2014):
| Partei / Liste                  | Sitze   | %      | Sitze 2014 |
| CSU                             | 7 Sitze | 30,0 % | 9          |
| Freie Wähler                    | 5 Sitze | 21,8 % | 5          |
| SPD                             | 4 Sitze | 15,7 % | 4          |
| Mindelheimer Bürgergemeinschaft | 3 Sitze | 13,1 % | 3          |
| Grüne                           | 2 Sitze | 09,8 % | 2          |
| ÖDP                             | 2 Sitze | 07,0 % | 1          |
| AfD                             | 1 Sitz0 | 02,4 % | –          |

Die Gemeindeteile Gernstall mit Unggenried, Heimenegg, Mindelau, Oberauerbach, Unterauerbach und Westernach hatten jeweils einen Ortssprecher.

### Bürgermeister
Erster Bürgermeister ist seit 1. Mai 2002 Stephan Winter (CSU); dieser wurde am 15. März 2020 mit 82,9 % der Stimmen für weitere sechs Jahre bestätigt. In der Amtsperiode 2020–2026 sind Hans Georg Wawra (2. BM, Freie Wähler) und Roland Ahne (3. BM, SPD) seine Stellvertreter.

### Städtepartnerschaften
- Seit 9. Juli 1961 besteht die Partnerschaft mit dem französischen Bourg-de-Péage und ist somit Mindelheims älteste Städtepartnerschaft. Bourg-de-Péage liegt im Département Drôme im Südosten Frankreichs zwischen Grenoble und Marseille.
- East Grinstead ist eine südwestenglische Kleinstadt mit ca. 25.000 Einwohnern und liegt in West Sussex. Seit 1994 gibt es diese Partnerschaft zwischen den beiden ca. 1000 km voneinander entfernten Städten.
- Über 1200 km entfernt ist die spanische Stadt Sant Feliu de Guíxols, die seit 1994 mit einem offiziellen Städtepartnerschaftsvertrag mit Mindelheim verbunden ist. Die freundschaftlichen Beziehungen entstanden über die gemeinsame französische Partnerstadt Bourg-de-Péage.
- Das österreichische Schwaz mit ca. 14.000 Einwohnern liegt östlich von Innsbruck und ist Partnerstadt seit 1990. Die Beziehung rührt daher, dass die Vorfahren des auf der Mindelburg geborenen Georg von Frundsberg auf der Freundsburg oberhalb von Schwaz ihren Stammsitz hatten.
- Tramin in Südtirol (Italien) ist seit 1994 Partnerdorf von Mindelheim. Die Geburtsstadt des Gewürztraminers hat durch die Bezeichnung seines bekanntesten Produkts weltweit einen Namen.
- Eine weitere italienische Ortschaft ist mit Mindelheim freundschaftlich verbunden: Verbania am Lago Maggiore ist mit seinen ca. 31.000 Einwohnern seit 1994 Partnerstadt.

### Wappen
| Wappen von Mindelheim | Blasonierung: „In Silber über blauen Wellen schwebend eine schwarze Glocke mit goldenen Reifen und goldenem Klöppel.“ |
| Wappen von Mindelheim | Wappenbegründung: Das Wasser wird auf die Mindel hindeuten, die durch die Stadt fließt. Mindelheim war im ganzen Herrschaftsbereich ursprünglich der einzige Markt- und Stadtort. Für diesen hatte die Glocke eine wichtige Rolle. Der Marktbeginn wurde durch ein Glockenzeichen angezeigt. Die Ratsherren und Bürger wurden durch die auf dem Rathausturm angebrachte Ratsglocke zu Versammlungen gerufen. Die Glocke symbolisiert also die städtische Wesenheit Mindelheims. Mit diesem Sinnbild war die Vorrangstellung Mindelheims vor den anderen Orten der Herrschaft am treffendsten gekennzeichnet. Die Stadt hat als Farben weiß/blau. Heute sind jedoch schwarz/gelb (= gold) gebräuchlich. Diese erinnern an die Herzöge von Teck und an die Ritter von Frundsberg, die in Tirol (Schwaz) beheimatet waren. Das Wappen ist seit etwa 1330 nachweisbar. In der Marktordnung von 1337 ist es im Siegel bereits dargestellt. Es ist das älteste gemeindliche, geschichtliche Wappen im Kreisgebiet. Die heute verwendete Zeichnung schuf 1963 Ernst Göhlert. |

Einwohnerentwicklung von Mindelheim von 1840 bis 2017 nach nebenstehender Tabelle

### Flagge
Die Flagge ist schwarz-gelb gestreift mit aufgelegtem Stadtwappen.

### Behörden
Neben dem Landratsamt des Landkreises Unterallgäu befinden sich in der Stadt weitere staatliche und kommunale Ämter und Behörden.
Die Gerichtsbarkeit wird vom Amts- und Landgericht Memmingen abgedeckt.

## Kultur und Sehenswürdigkeiten

### Museen
Im ehemaligen Jesuitenkolleg ist seit 1986 ein Schwerpunktmuseum des Bezirks Schwaben beheimatet, das auch Sonderausstellungen zeigt. Die ständige Ausstellung enthält vier Museen völlig unterschiedlicher Ausrichtung:
- Die Carl-Millner-Galerie erinnert an den in Mindelheim geborenen Landschaftsmaler Carl Millner (1825–1895). Im Umfeld der Münchner Spätromantik bzw. der Chiemseemaler spezialisierte er sich auf Alpenlandschaften (vor allem Bayerische Alpen).
- Das Schwäbische Krippenmuseum, eröffnet 1989, stellt die Entwicklung der Bildmotive zur Geburt und Passion Christi im süddeutschen Raum dar. Seit 1997 werden außerdem alle zwei Jahre zur Weihnachtszeit in einer Sonderausstellung die Preisträger des vom Landkreis Unterallgäu und der St.-Lukas-Sammlung verliehenen St.-Lukas-Preises ausgestellt, der für künstlerische Krippendarstellungen auf vier Ebenen (Schüler, Behinderte, Laien, Künstler) vergeben wird.
- Das Textilmuseum der Sandtner-Stiftung wurde 1986 auf Initiative von Hilda Sandtner gegründet, die ihre beträchtliche Privatsammlung von Textilien und Kunstgegenständen aller Art der Stadt Mindelheim übereignete. Zusammen mit dem Schwäbischen Krippenmuseum und dem Südschwäbischen Archäologiemuseum steht es unter der gemeinsamen Trägerschaft der Stadt Mindelheim, des Landkreises Unterallgäu und des Bezirks Schwabens. Seit der Übernahme der alleinigen Betreuung der Sammlung durch die Mindelheimer Museen im Jahr 2003 wurde das Textilmuseum umfassend neugestaltet. Drei neue Abteilungen sollen Ausschnitte aus den Sammlungsbeständen präsentieren. Die erste neue Abteilung mit einem Überblick über die Entwicklung der Damenmode wurde 2004 eröffnet. Im Jahr 2006 folgte die Abteilung zur Geschichte der geistlichen Gewänder (Paramente) mit kostbaren Exponaten vom Mittelalter bis in die Gegenwart. 2008 wurde die Umgestaltung abgeschlossen mit der dritten Abteilung zur Wohnkultur in der zweiten Hälfte des 19. und des frühen 20. Jahrhunderts.

- Das Südschwäbische Archäologiemuseum ist eine Außenstelle der Archäologischen Staatssammlung und hat die Besiedlungs- und Kulturgeschichte Schwabens von der Eiszeit bis in das frühe Mittelalter zur Zeit der Alamannen zum Thema. Neben originalen Funden sind Rekonstruktionen, etwa eines römischen Reisewagens oder eines römischen Bades, Funde der vorgeschichtlichen Metallzeiten, römische Lebensart und Zeugnisse frühmittelalterlichen Lebens zu sehen. Einen Schwerpunkt bilden die wichtigen Fernverkehrsverbindungen im Gebiet des heutigen Südschwabens.

weitere Museen in Mindelheim

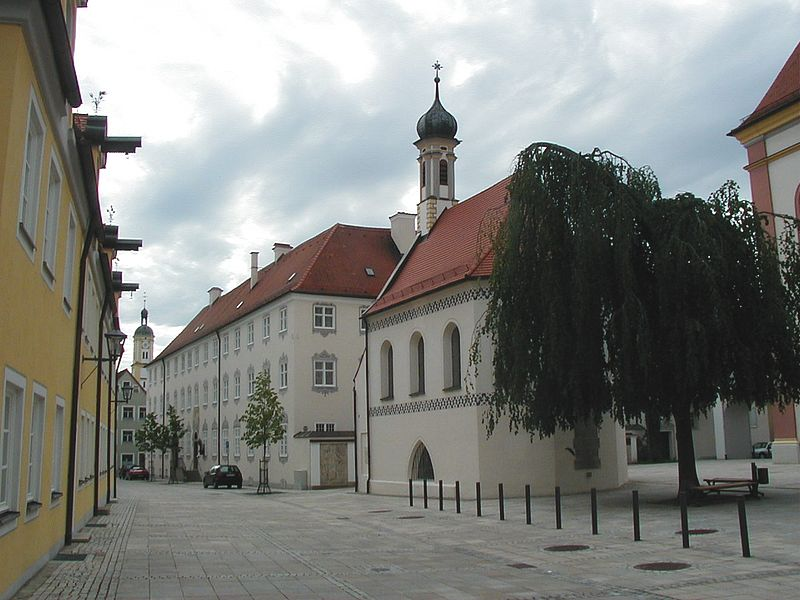
Der Kirchplatz von St. Stephan mit Gruftkapelle, Kloster Hl. Kreuz und Turm der ehemaligen Silvesterkirche (heute Teil des Turmuhrenmuseums)

- Das Heimatmuseum wurde 1903 gegründet und ist seit 1948 in den barocken Räumen des Franziskanerinnenklosters Hl. Kreuz eingerichtet. Seine Sammlungen lassen die Geschichte der adeligen Stadtherren Mindelheims sowie die Geschichte der Stadt mit ihrer bürgerlichen Kultur und dem bäuerlichen Umfeld lebendig werden. Der Besucher begegnet Zeugnissen kirchlicher Kunst vom 16. bis ins 19. Jahrhundert, der Volkskunst und des Handels. Trachten, Hausrat und Dokumente des Brauchtums vervollständigen das Bild. Das Museum ist derzeit (Stand: März 2024) und für mehrere weitere Jahre wegen einer umfassenden Neugestaltung und der Verlegung auf die Mindelburg geschlossen.[12]
- Das Schwäbische Turmuhrenmuseum in der ehemaligen Silvesterkapelle zeigt etwa 50 Turmuhren aus der Zeit von 1562 bis 1978, dazu zahlreiche Taschenuhren, Pendulen, Sonnenuhren und andere Werke der Uhrmacherkunst. Das 1979 gegründete Museum präsentiert somit die reichhaltigste und älteste Sammlung ihrer Art in Deutschland. Eine eigenartige Faszination geht von den tickenden, rasselnden, läutenden oder pfeifenden Uhren aus. Wer meint, Turmuhren seien lediglich wenig ansprechende Gebrauchsgeräte, wird angesichts ihrer künstlerischen Gestaltung, ihrer technischen Finesse und handwerklichen Meisterschaft eines Besseren belehrt.

### Bauwerke

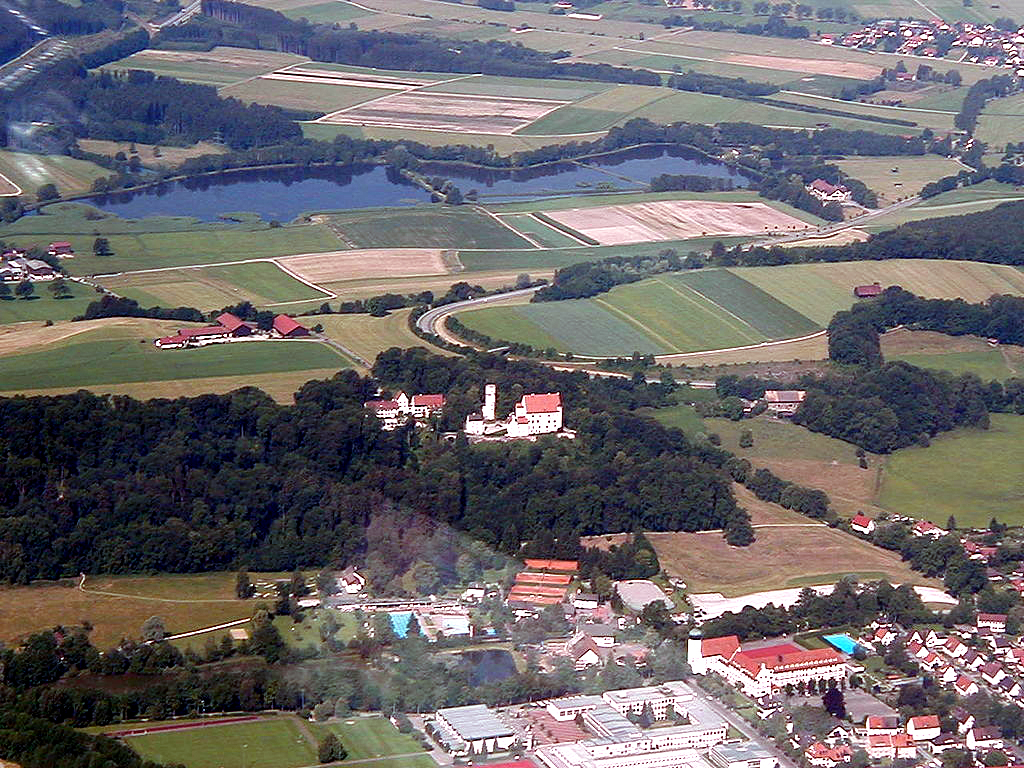
Blick auf die Mindelburg, darunter Teil des Maristenkollegs mit Kirche und ehemaligem Internat

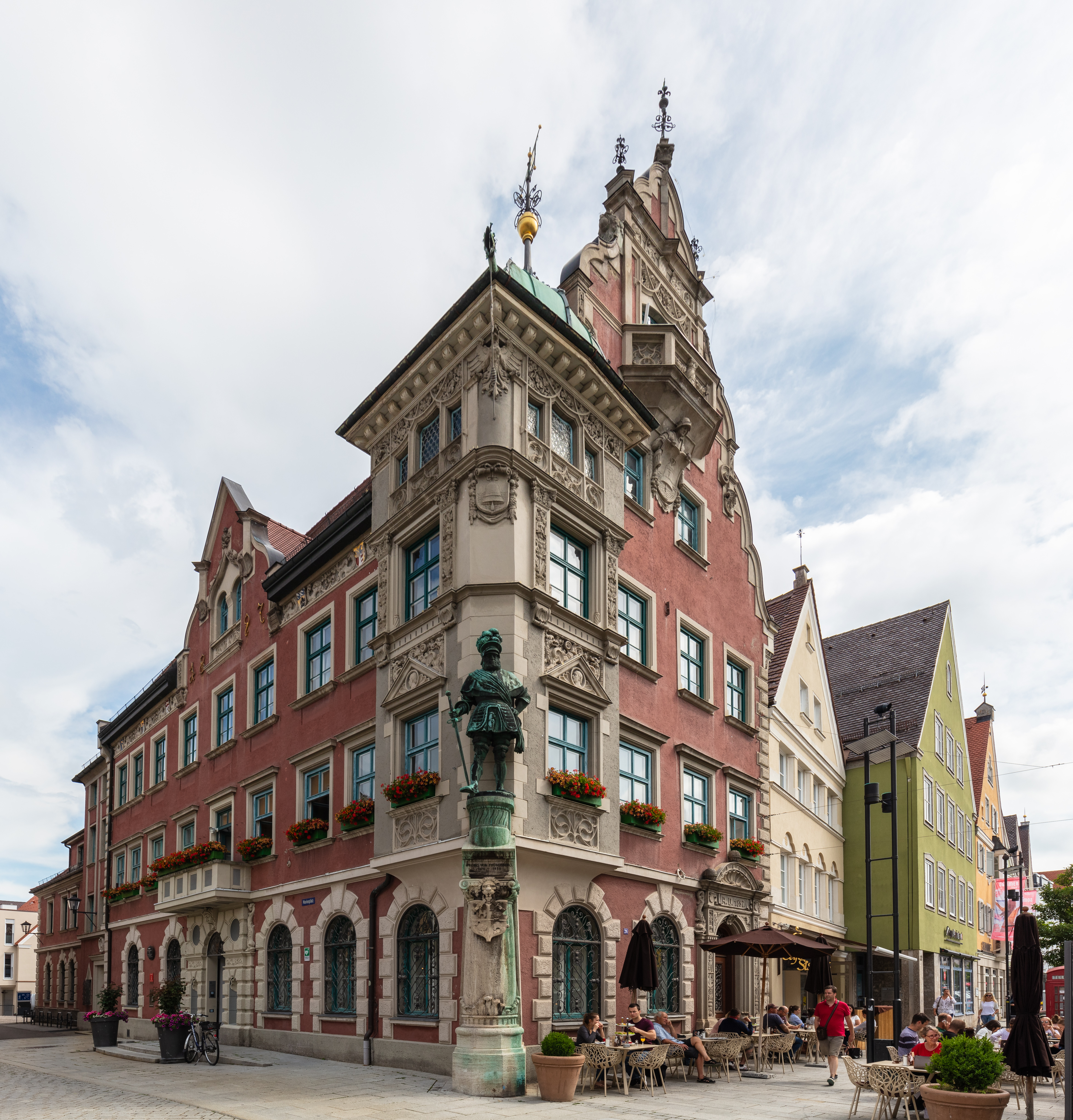
Das Rathaus am Marienplatz mit Standbild des Georg von Frundsberg

- Die Mindelburg auf dem Georgenberg, deren Ursprung noch ungeklärt ist, wurde um 1305 komplett zerstört und unter Herzog Friedrich von Teck 1370 wieder aufgebaut. Seit da an war sie Sitz der Herren von Mindelheim. Vor allem unter Georg von Frundsberg wurde groß Hof gehalten und hohe Gäste wurden empfangen: Kaiser Maximilian I., Herzog Francesco II. Sforza von Mailand, Karl von Bourbon, Kaspar III. Winzerer, Paracelsus (er soll der Legende nach auf der Burg den Stein der Weisen vergraben haben), Johannes von Staupitz, Karl Münzerer u. a. Die Burg beherbergte bis Mitte 2021 eine Druckerei, weswegen erst jetzt weitere Forschungen möglich sind. Burgrundgang und Bergfried bieten eine Aussicht über Stadt und Umland. Früher gab es mehrere Fluchtstollen, der längste von ihnen führte bis unter die alte Pfarrkirche im rund 2 km entfernten Apfeltrach. Im Oktober 2021 wurde die Burg in den Rang eines Denkmals nationaler Bedeutung erhoben.
- Das Rathaus mit prächtiger Front und Giebelgliederung von Eugen Drollinger und dem Standbild des Georg von Frundsberg beherrscht den Marienplatz.
- Die Kirche Mariä Verkündigung, im Volksmund Jesuitenkirche genannt, hat ihren Ursprung 1263. Mit ihren hervorragenden Stuckarbeiten italienischer Mönche ist sie ein Kleinod des Rokoko. Die von Rudolf Kubak aus Augsburg generalüberholte und erweiterte Barockorgel bietet ein beeindruckendes Klangbild. In der Advents- und Weihnachtszeit ziehen die barocke Jesuiten-Krippe mit ca. 80 Zentimeter bis einen Meter großen Figuren und eine Krippe aus Klosterwald mit zahlreichen biblischen Szenen Besucher an. Es ist eine Kirche ohne Kirchturm, der eingespart wurde, weil das Gotteshaus direkt an das 40 Meter hohe Untere Tor grenzt. Die Glocken hängen direkt auf dem Chordach der Kirche. In unmittelbarer Nachbarschaft der Stadtpfarrkirche St. Stephan mit ihrem fast 70 Meter hohen Turm befindet sich das Franziskanerinnenkloster Hl. Kreuz, das seinerzeit der Säkularisation entging und seit über 550 Jahren ohne Unterbrechung fortbesteht.
- Das Obere Tor ist ein fünfgeschossiger Torturm, 1337 auch als Haberntor bezeichnet. Mit Stadtuhr und „Arme-Sünder-Glocke“ an der Außenseite. Das Dach mit den Erkertürmchen verleiht dem Bau sein charakteristisches Aussehen, das in die Zeit um 1500 weist. Jährlich zur Fasnacht wird der Turm zum wohl größten Faschingsnarren der Welt verkleidet.
- Das Einlasstor, auch Westernacher Tor genannt, wurde erstmals urkundlich 1469 erwähnt. Es hat seinen Namen davon, dass früher dort die Spätheimkehrer auch nach Torschluss gegen Entgelt in die Stadt gelangten.
- Weitere Türme, Kirchen, Kapellen, Klöster und Reste der Stadtmauer prägen das mittelalterliche Stadtbild. Das Verkehrsamt bietet Führungen mit unterschiedlichen Schwerpunkten an.
- Etwa vier Kilometer östlich der Stadt liegt die 1926 wiedererbaute Kapelle St. Anna im Höselwang.

### Regelmäßige Veranstaltungen

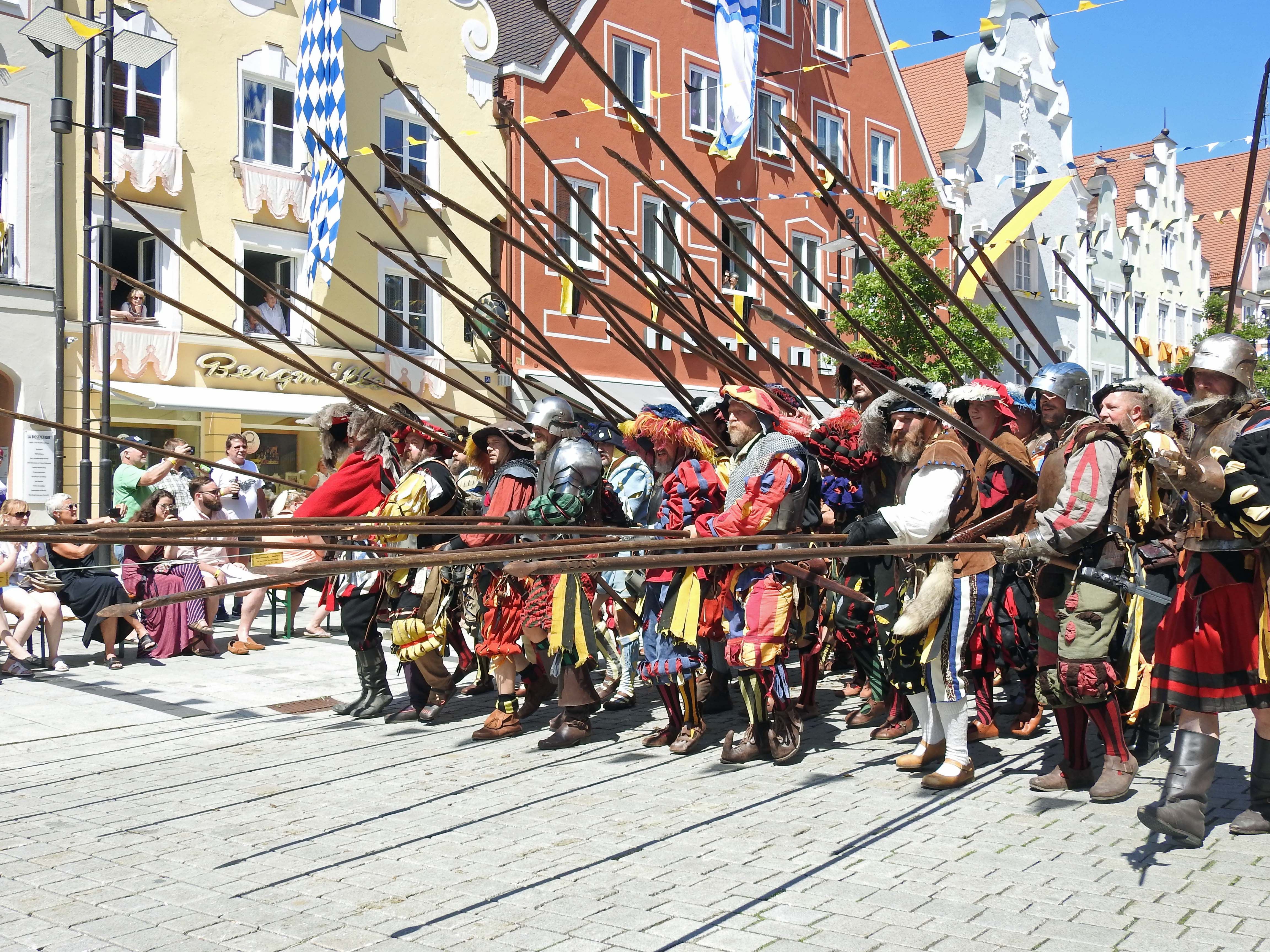
Frundsbergfest 2018 in Mindelheim

Alle drei Jahre (nächster Termin 2026) findet in der Mindelheimer Altstadt das Frundsbergfest, eines der größten historischen Feste Deutschlands, statt. Es wird zu Ehren des Ritters und kaiserlichen Feldhauptmannes Georg von Frundsberg abgehalten, der seinen Sitz auf der Mindelburg hatte. Das Fest hat 2500 Teilnehmer; diese tragen während des Festes historische Trachten. Große Festzüge, Altstadtfeste, Lagerleben, Theaterspiel und ein Schlachtgetümmel umrahmen das zehn Tage währende Fest.
Jedes Jahr an Christi Himmelfahrt feiern die Landsknechte und Mägde des Fähnleins Helfenstein den Helfensteiner Tag.
In der Fasnet, in Mindelheim auch aufgrund der langen Zugehörigkeit zu Bayern als Fasching bezeichnet, wird mehrere Tage lang gefeiert. Das etwa 20 Meter hohe Obere Tor wird hierzu komplett verkleidet. Auf der Westseite hängt hier der Durahansl, eine Harlekinsfigur. Auf der Außenseite des Oberen Tores findet man die Amme, die sog. Narramuatr. Als Gegenstück zum Durahansl wurde an der stadtzugewandten Fassade des Mauritia-Febronia-Gymnasiums die sog. Columbine befestigt. Diese Narrenfigur symbolisiert die Freundin des Durahansls und prostet ihm über die ganze Maximilianstraße hinweg zu.
Neben den alteingesessenen Mindelheimer Faschingsgesellschaften wie die Faschingsgilde Mindelonia gibt es seit 1992 auch den Durahaufa, der sich der schwäbisch-alemannischen Fastnacht verschrieben hat.
Im Frühjahr finden die Mindelheimer Jazztage Jazz isch statt, Ende Mai treten jedes Jahr Läufer zum Mindelheimer Altstadtlauf an.

## Wirtschaft

### Verkehr
Mindelheim wird über die A 96 München–Memmingen–Lindau, sowie über die Bundesstraße 16 Günzburg – Füssen an den überörtlichen Straßenverkehr angebunden. Des Weiteren kreuzen sich mehrere Staatsstraßen sowie Kreisstraßen. Der 2007/2008 umgebaute Bahnhof liegt zum einen an der Bahnlinie Augsburg – Memmingen – Lindau (KBS 971), zum anderen stellt er einen Endpunkt der Mittelschwabenbahn (KBS 978) dar, die über Krumbach nach Günzburg führt. Mit dem Flexibus wurde 2018 ein Rufbus für Mindelheim und Umgebung etabliert. Der Bus kann zu Verkehrszeiten telefonisch oder per App angefordert werden. Der Kaufbeurer Carsharing-Verein e. V. ist in der Stadt mit einem E-Fahrzeug vertreten. Die nächsten Flugplätze sind der Flughafen Memmingen (28 km), der Flughafen München (120 km) sowie der Flugplatz Augsburg (70 km). Der zu den Grob-Werken gehörende Flugplatz Mindelheim-Mattsies ist nur etwa neun Kilometer entfernt, aber für die Öffentlichkeit nicht zugänglich.

### Größere Unternehmen

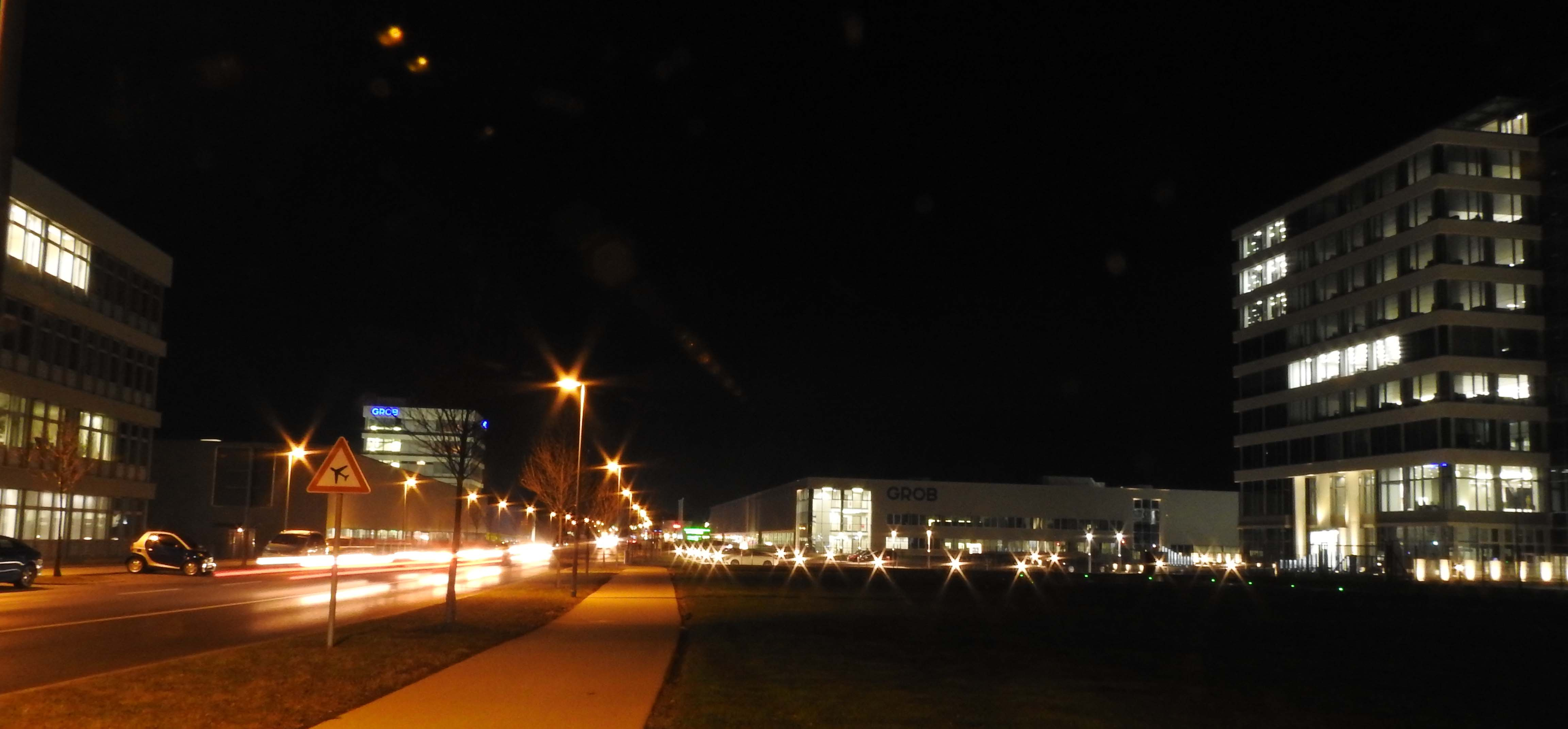
Allgäuer Straße mit Grob-Werken nachts

Die 1926 gegründeten Grob-Werke sind mit über 5800 Mitarbeitern (2025) der größte Arbeitgeber der Stadt. Mit über 210.800 Quadratmetern Fläche sind die Werke auch der größte Flächenverbraucher in Mindelheim. In der Bauwirtschaft befinden sich die 2012 von der Memminger Kutter Bauunternehmung übernommene Xaver Riebel Bauunternehmung sowie die Glass Bauunternehmung in der Stadt. Die Konrad Kleiner GmbH & Co. KG beschäftigt im südschwäbischen Bereich etwa 500 Mitarbeiter. Der Schuhhersteller Gabor AG betreibt in der Stadt ein Logistikzentrum.
Mindelheim hat eine traditionell niedrige Arbeitslosenquote. Sie betrug 2023 im Bereich der Dienststelle Mindelheim 2,2 %.

### Medien
Die Mindelheimer Zeitung, eine Lokalausgabe der Augsburger Allgemeinen, ist in der Stadt mit einer Tageszeitung vertreten. Des Weiteren berichtet der Mindelheimer Wochenkurier, eine Lokalausgabe des Memminger Kuriers, als wöchentliches Blatt über das Geschehen vor Ort. Der ebenfalls in Memmingen beheimatete Lokalsender Hitradio RT1 Südschwaben ist als lokaler Radiosender zu hören. 2018 eröffnete der Bayerische Rundfunk ein Regionalstudio in der Altstadt.

## Bildungseinrichtungen
Mindelheim verfügt über eine städtische Grundschule mit Außenstellen im Stadtteil Nassenbeuren und im benachbarten Stetten, des Weiteren gibt es eine städtische Mittelschule, ein sonderpädagogisches Förderzentrum, die Maria-Ward-Realschule sowie das Maristenkolleg Mindelheim mit einem dreizweigigen Gymnasium und einer vierzweigigen Realschule. Die staatliche Berufsschule Mindelheim mit Außenstellen in Memmingen und Bad Wörishofen, mit einer angeschlossener Technikerschule in der Fachrichtung Maschinenbau und die Berufsfachschule für Krankenpflege an der Kreisklinik bilden den beruflichen Bildungsbereich ab. Des Weiteren gibt es eine städtische Sing- und Musikschule sowie eine Volkshochschule.

## Persönlichkeiten

### Mit der Stadt verbundene Persönlichkeiten
- Sigrid Dietz (* 1932, geborene Rehm), deutsche Malerin und Schriftstellerin, wohnte in Mindelheim
- Erwin Neher (* 20. März 1944 in Landsberg am Lech), Nobelpreisträger, besuchte das Maristenkolleg in Mindelheim

## Sonstiges
- Das südlichste Gebäude in Deutschland ist nach Mindelheim benannt und sozusagen die höchste Niederlassung der Stadt: Die Mindelheimer Hütte (2058 m Seehöhe) in den Allgäuer Alpen bei Oberstdorf.
- Ein Baggerweiher und Badesee, nördlich der Stadt heißt – wie das Meer – Nordsee.

## Galerie

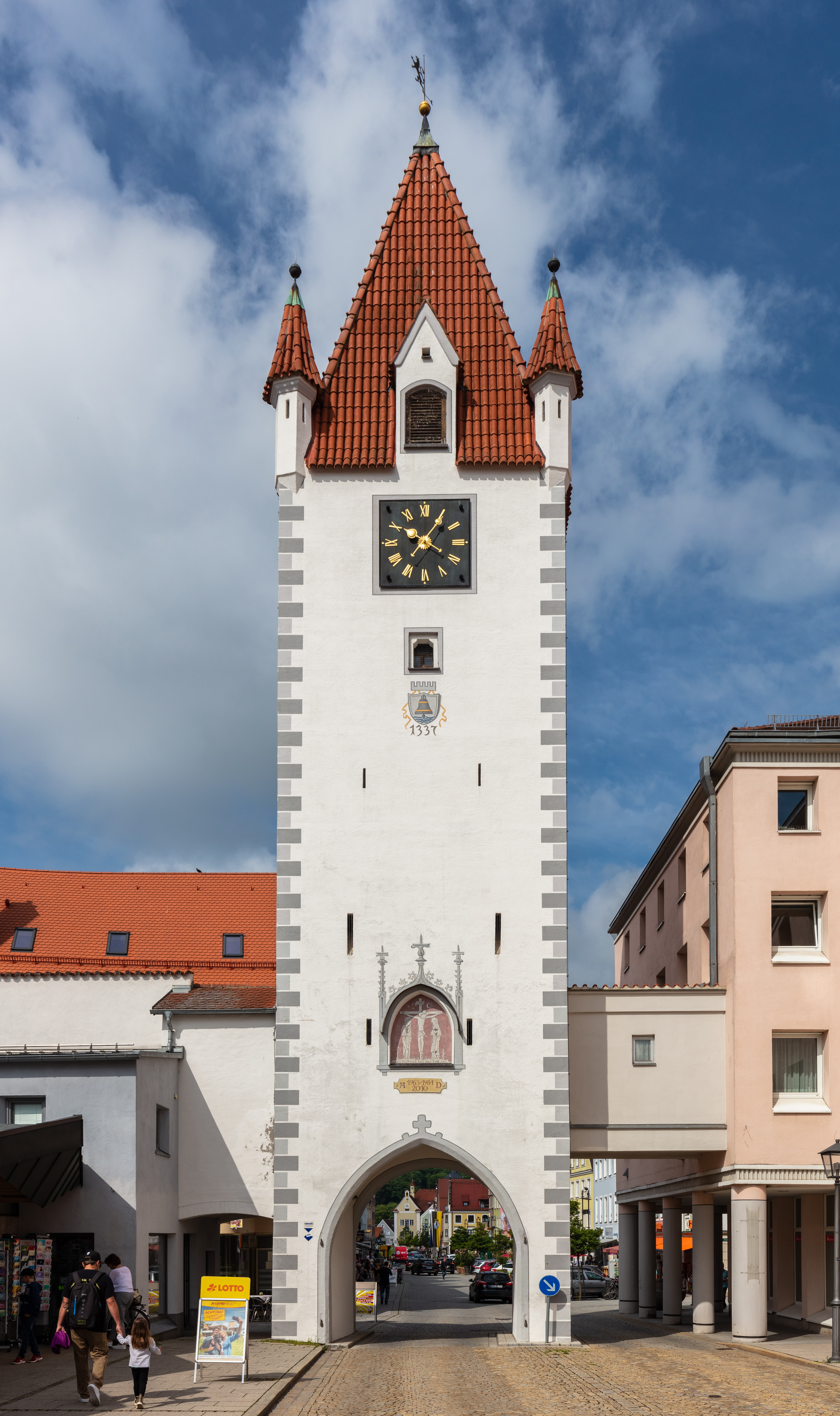
Oberes Tor
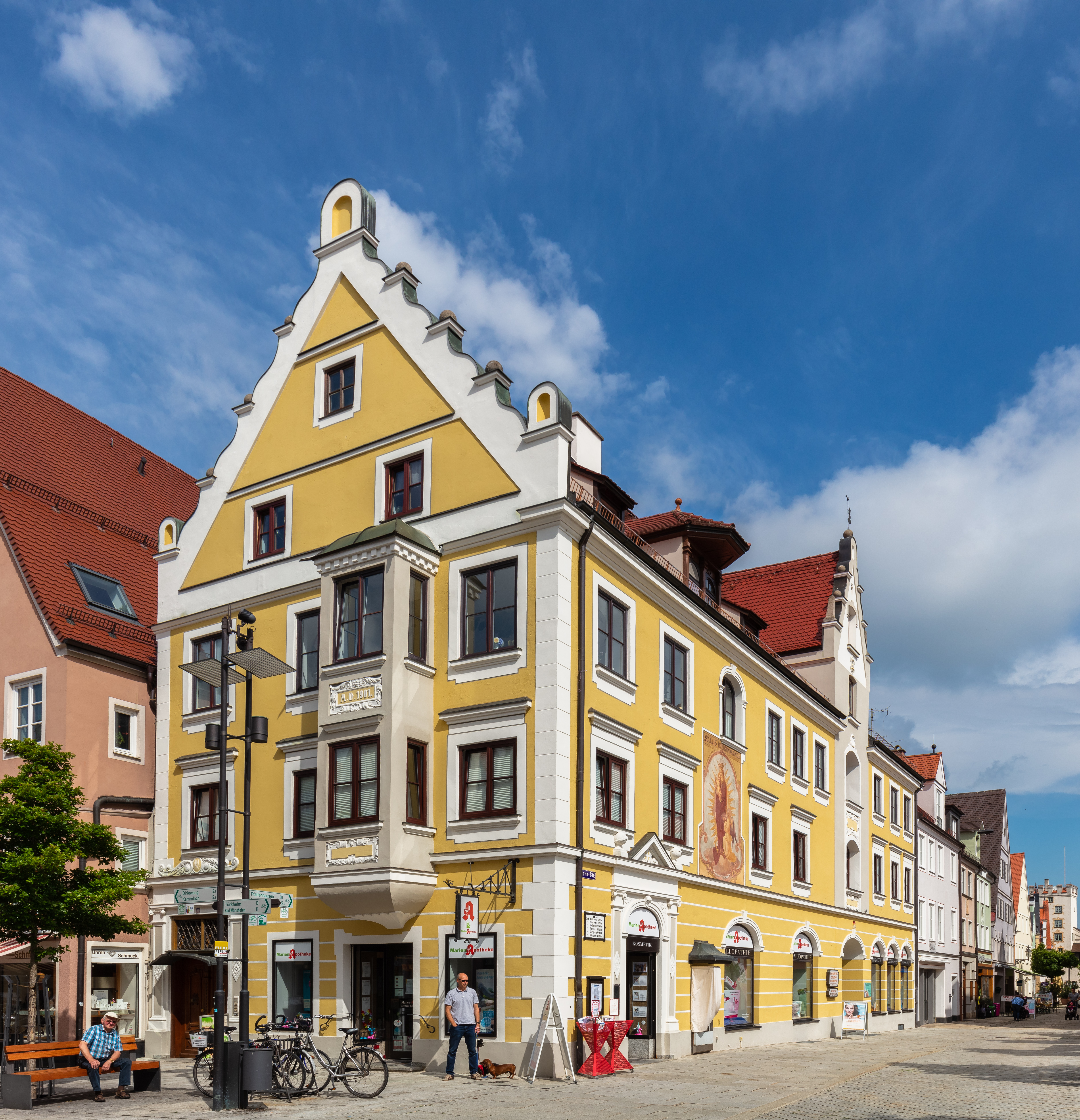
Historisches Gebäude an der Maximilianstr. 36
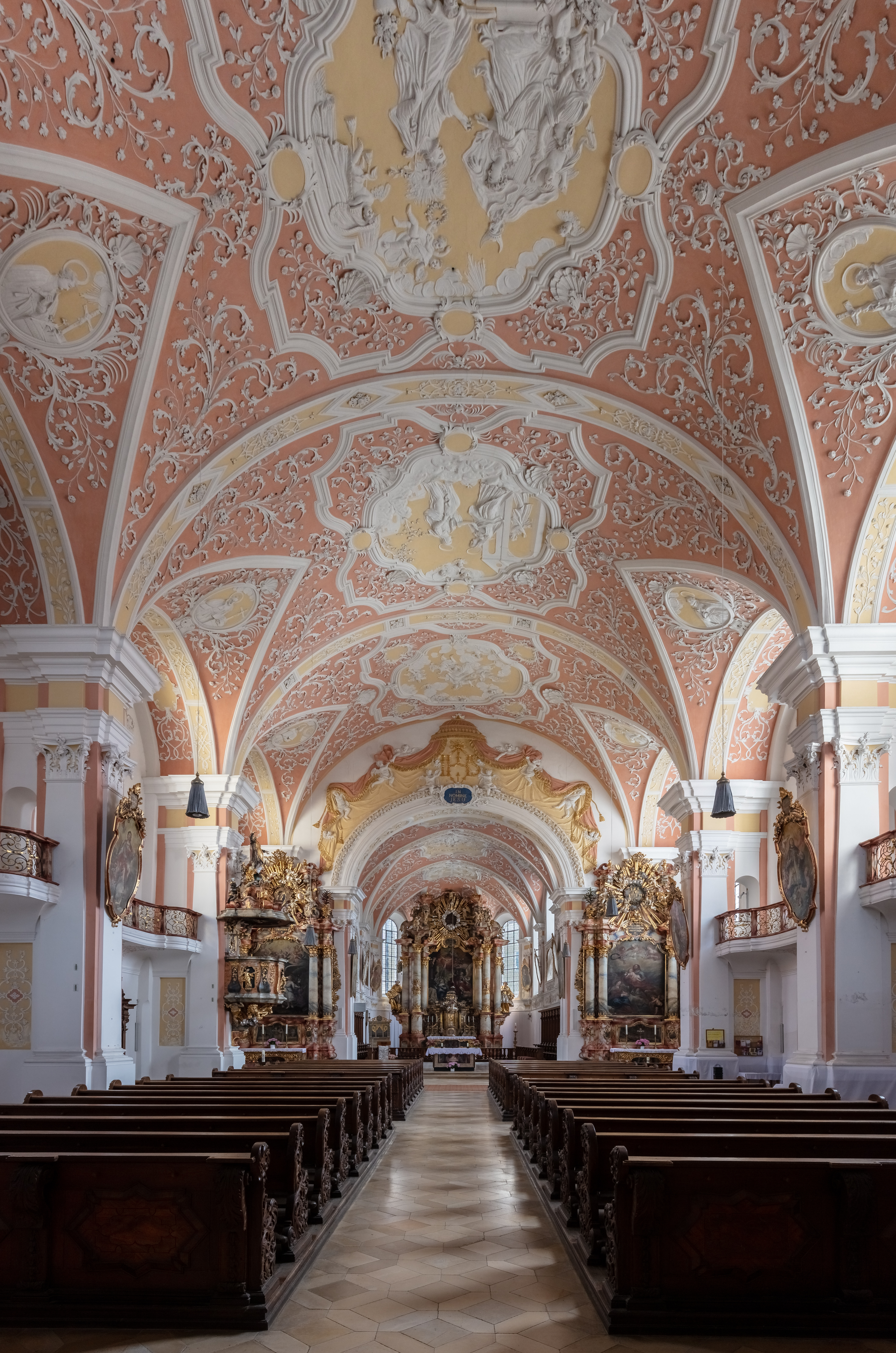
Kirche Mariä Verkündigung
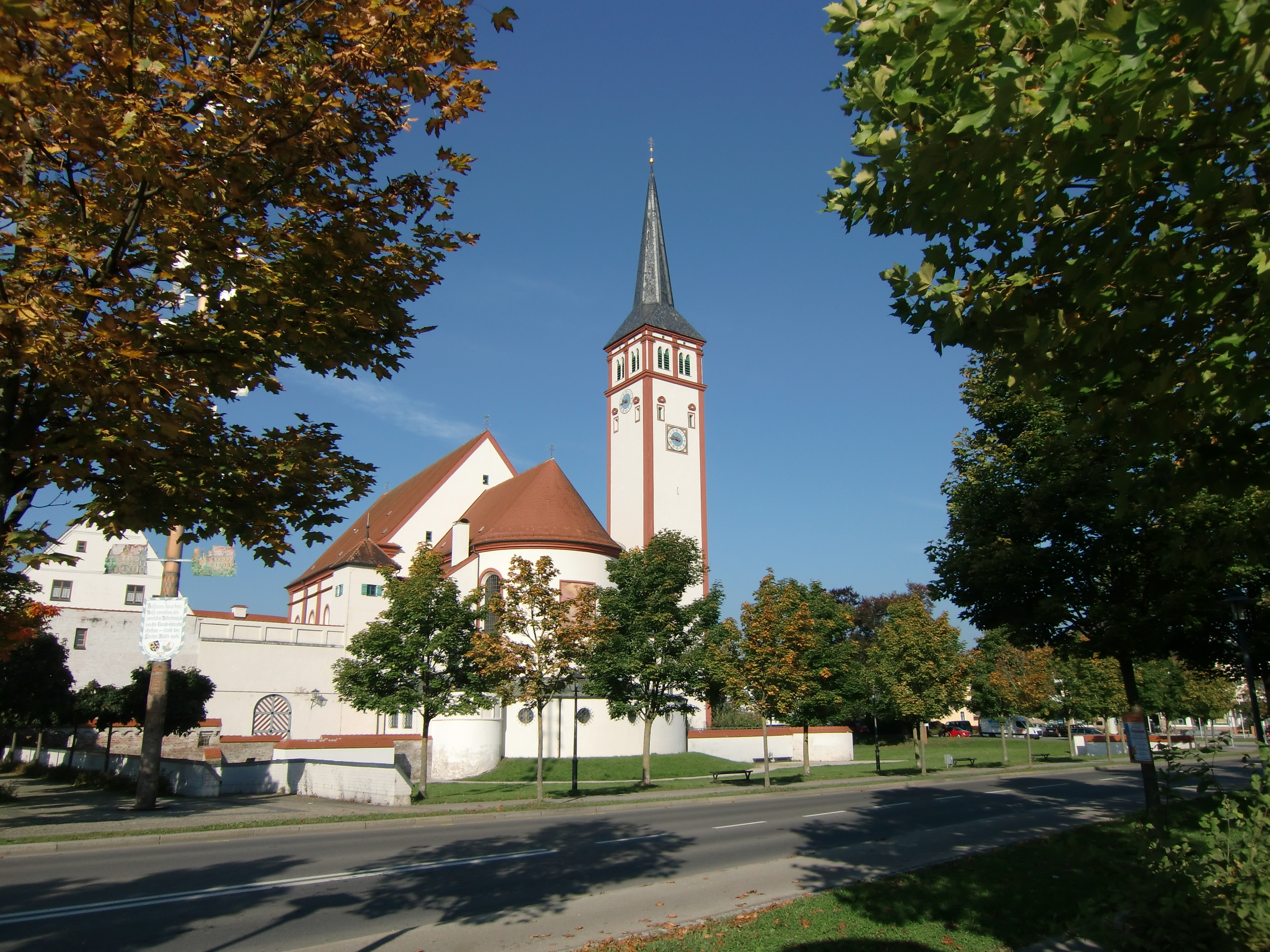
Katholische Kirche St. Stephan